# Melolontha minima
Melolontha minima är en skalbaggsart som beskrevs av Kobayashi 1985. Melolontha minima ingår i släktet Melolontha och familjen Melolonthidae. Inga underarter finns listade i Catalogue of Life.